# مهستان
انجمن مِهِستان (به انگلیسی :Mehestan Assembly) مجلسی در دوره اشکانیان بود. در سالهای اولیه سلطنت اشکانیان، مجلسی از اشراف به نام «مهستان» تشکیل شد که تصمیم نهایی را در مورد مسائل بسیار مهم می‌گرفت. کلمه «مهستان» از دو بخش «مه»، واژه‌ای از پارسی کهن که در لغت به معنای «بزرگ» و «ـستان» پسوندی در زبان فارسی به معنای مکان، تشکیل شده‌است. در کل مهستان به معنای جایی بود که بزرگان گرد هم می‌آیند. مجلس مهستان که متشکل از رهبران دینی زرتشتی و بزرگان طایفه‌ها بود، نفوذ زیادی در مدیریت کشور داشت. از مهم‌ترین تصمیمات این شورا که در سال ۲۰۸ پس از میلاد گرفته شد، زمانی بود که جنگ داخلی درگرفت و مهستان تصمیم گرفت که کشور به‌طور همزمان توسط دو برادر اردوان پنجم و بلاش پنجم اداره شود.
- این مجلس نخستین نشست خود را در نوروز سال ۱۷۳ پیش از میلاد با حضور مهرداد یکم - شاه وقت - برگزار کرد و نخستین برنهاده یا مصوبه آن انتخابی کردن شاه بود. برکناری شاه نیز در دست همین انجمن قرار گرفت، البته در شرایطی از جمله خیانت به کشور، ناشایستگی و نیز دیوانگی، بیماری سخت و از کار افتادگی. ایران در آن هنگام دارای دو انجمن بود. انجمن شاهزادگان و انجمن بزرگان که نشست مشترک آنها را «مِهستان» می‌خواندند.
- سال ۵۷ پیش از میلاد – مهستان، شاه بی‌کفایت را کنار می‌گذارد؛ شاه فرهاد سوم توسط پسرانش کشته شد. پس از آن، مهستان وارد عمل شد و با وجود دودستگی، تلاش کرد یکی از پسران (ارد دوم یا مهرداد سوم) او را به سلطنت برساند که نشانه‌ای از نقش مهستان در داوری سلطنت و مقابله با هرج‌ومرج است.
- در سال ۵۲ میلادی[نیازمند منبع]، چند روز ایران را بدون شاه گذارد و روز ۱۵ فروردین «بلاش» را از میان شاهزادگان اشکانی به شاهی برگزید که از همه آنان کوچک‌تر بود و استدلال کرد که «مصلحت» انتخاب بلاش را ایجاب می‌کرد. شاه پیشین در ایام نوروز درگذشته بود.

برخی نویسندگان بیگانه این مجلس را مُغستان می‌نامند ولی حسن پیرنیا نویسندهٔ کتاب ایران باستان آورده که:
به نظر مؤلف مُغستان تصحیفی است که نویسندگان خارجه کرده‌اند، مُغستان مِهستان بوده و این کلمه از مِه آمده، که به معنی بزرگ است، پس مُغستان به معنی انجمن مُغ‌ها نیست، چنان‌که برخی می‌انگارند، بلکه به معنی مجلس بزرگان است. بهترین دلیل آن که این مجلس تنها از مُغ‌ها تشکیل نمی‌یافت، بعکس اعضای ناروحانی بیشتر بود.
در سال ۲۲۴ بعد از سقوط سلسله اشکانی پس از ۴۷۰ سال، شورای مهستان نیز به پایان رسید.